# IR-Klasse WDP-4
Die WDP-4 mit der Herstellerbezeichnung EMD GT46PAC ist eine Diesellokomotive der Indian Railways mit elektrischer Kraftübertragung in Drehstromtechnik, die 2001 von General Motors Electro-Motive Division (GM EMD) entworfen und gefertigt wurde, weitere Lokomotiven wurden bei den Diesel Locomotive Works (DLW) in Varanasi gebaut. Die Baureihen-Bezeichnung setzt sich aus W für wide ‚Breitspur‘, D für Diesel, P für passenger ‚Reisender‘ für Reisezuglokomotiven und der 4 hinter dem Bindestrich, die für eine Lokomotive mit einer Leistung zwischen 4000 und 5000 PS steht, zusammen.

## Geschichte
Die ersten zehn WDP-4 mit den Nummern 20000 bis 20009 wurden importiert und dem Bahnbetriebswerk Hubballi zugeteilt. Während die Lokomotiven mit den Nummern 20011, 20013 und 20014 aus Bausätzen von GM EMD in den DLW erstellt wurden, war die Lokomotive Nummer 20012 die erste vollständig in Indien gefertigte. Sie unterschied sich von den Vorgängerlokomotiven durch eine GFK-Verkleidung um den Führerstand, die später wieder entfernt wurde. Die Serienfertigung der restlichen Lokomotiven wurde erst 2003 aufgenommen.
Im Vergleich zu den WDM-2 Lokomotiven sind die WDP-4 ein großer technischer Fortschritt, es gab jedoch zwei Mängel: Der eine ist für das Fahrpersonal die eingeschränkte Sicht auf die Strecke, wenn die Lokomotive mit dem langen Vorbau voraus eingesetzt wird, der andere die geringe Zugkraft, weil die Lokomotive aus Gewichtsgründen mit nur vier statt sechs Fahrmotoren ausgeführt wurde. Die WDP-4 ist dadurch zwar in der Lage leichte schnelle Züge zu ziehen, aber hatte Probleme beim Fahren schwerer Züge, die nur mit sehr viel Radschlupf gefahren werden konnten.
Die Schwächen der WDP-4 führten zur Entwicklung der WDP-4B, die aus der Güterzuglokomotive WDG-4 entstand. Sie ist mit sechs Fahrmotoren ausgerüstet und entwickelt gegenüber der WDG-4 etwas weniger Zugkraft, da sie leichter gebaut ist. Im Vergleich zur WDP-4 wurde der Führerstand etwas verbreitert und mit größeren Frontscheiben versehen. Die runderen Formen der aerodynamischer gestalteten Führerkabine geben der Lokomotive einen weniger grimmiges Aussehen verglichen mit der WDP-4.
Die zahlreichen Beschwerden des Fahrpersonals über die schlechte Streckensicht bei Fahrt mit langem Vorbau voraus wurden auch in der Öffentlichkeit bekannt, sodass Indien Railways beschloss eine Version der WDP-4B mit zwei Endführerständen zu bauen, die WDP-4D. Das letzte D in der Bezeichnung der WDP-4D deutet auf double cab ‚zwei Führerstände‘ hin. Bis auf den zusätzlichen Führerstand sind die Lokomotiven baugleich zu ihrer Vorgängerbaureihe. Einige neueren Lokomotiven sind mit Führerstandklimaanlagen und Toiletten ausgerüstet.

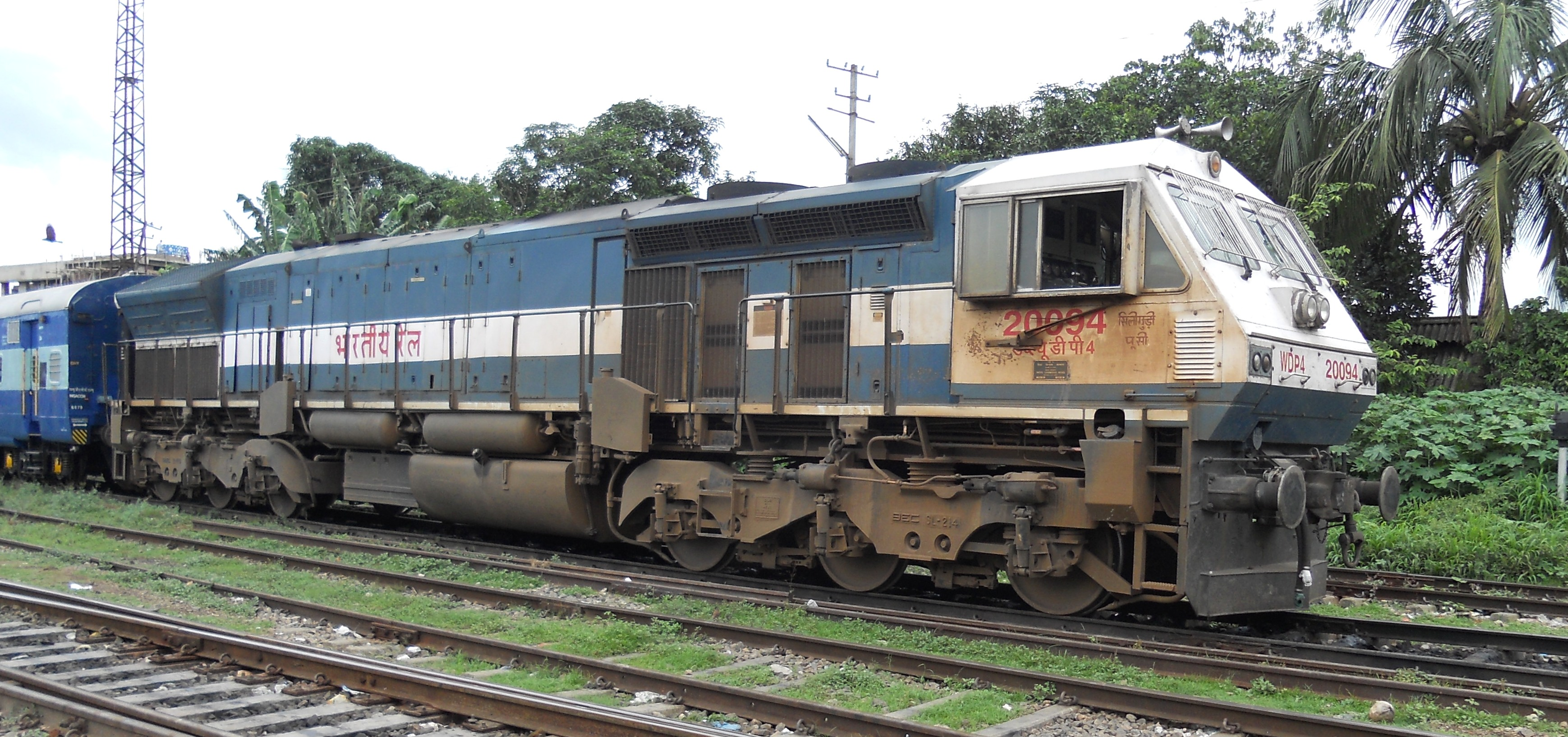
WDP-4 Nr. 20094
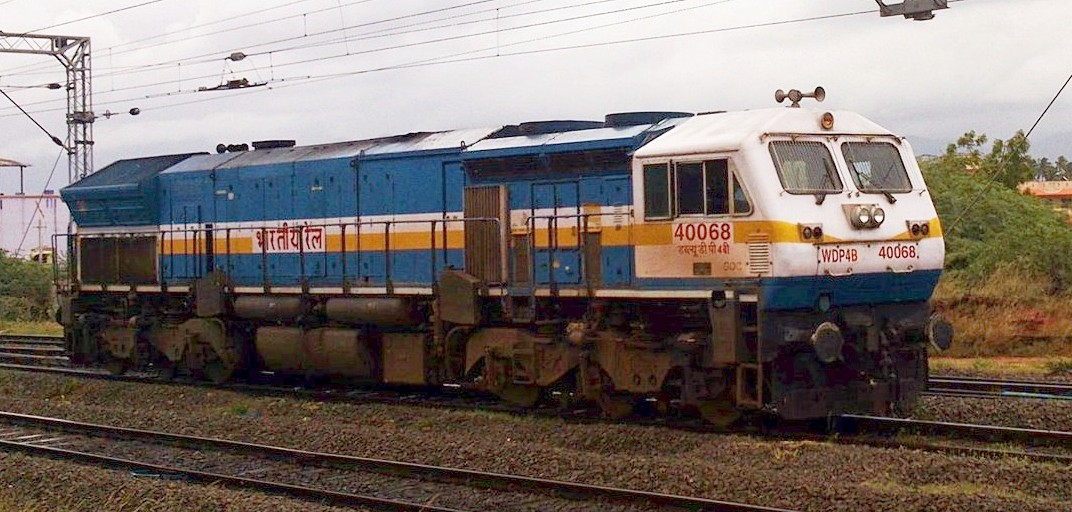
WDP-4B Nr. 40068

## Technik
Die Lokomotive wurde in den drei Unterbauarten WDP-4, WDP-4B und WDP-4D gebaut. Die WDP-4 ist mit einem 4000 PS starken 16-Zylinder-Zweitakt-Dieselmotor der EMD-Baureihe 710 ausgerüstet und besitzt nur vier angetriebene Achsen – die gegen Lokomotivmitte angeordneten Achsen jedes Drehgestells sind ohne Fahrmotoren ausgeführt, womit der Lokomotive die Achsfolge (Bo1)’(1Bo)’ zugeordnet wird. Bei der WDP-4B wurde die Leistung des Dieselmotors auf 4500 PS gesteigert und sechs angetriebene Achsen verbaut, womit diese Baureihen die für sechsachsige Lokomotiven übliche Achsfolge Co’Co’ haben, die WDP-4D ist praktisch baugleich zur WDP-4B bis auf den zusätzlichen Führerstand. Die Lokomotiven sind mit Vielfachsteuerung ausgerüstet, die Befehle werden über ein 27-poliges Kabel übertragen.

### Mechanik
Die Lokomotive ist auf einem steifen Rahmen aufgebaut. Er stützt sich über vier Gummifedern auf die beiden dreiachsigen Drehgestelle ab, deren Rahmen aus hochfestem Stahl gegossen ist. GM EMD verwendete für die Drehgestelle der WDP-4B und WDP-4D die Bezeichnung HTSC, die nach Angaben des Herstellers die Bedeutung high traction/speed-three axle ‚hohe Zugkraft/Geschwindigkeit–drei Achsen‘ hat. Die Anzahl der Achsen wird wie in der Achsfolgebezeichnungen mit dem Buchstaben C ausgedrückt. Die Drehgestelle der WDP-4 werden als HTSC-B1 bezeichnet, wobei B1, wiederum von der Achsfolgebezeichnung abgeleitet, auf den fehlenden Fahrmotor auf der dritten Achse hinweist. In Dokumenten von Indian Railways wird die Bedeutung von HTSC meist mit High Tensile Steel Cast ‚hochfester Stahlguss‘ angegeben. Die Längskräfte werden vom Drehgestelle zum Lokomotivkasten über eine Hülse übertragen, die mit zwei Lenkern seitlich beweglich mit dem Drehgestellrahmen verbunden ist und einen Königszapfen am Lokomotivkasten umgreift.

### Antriebsstrang
Der Dieselmotor gibt seine Kraft an den direkt an die Kurbelwelle angeflanschten Hauptgenerator ab. Der Generator EMD TA 17 besteht aus dem Anker mit der Erregerwicklung, die in den zwei getrennten Statorwicklungssystemen Dreiphasenwechselstrom erzeugt. Jedes Wicklungssystem liefert die Energie an eine am Generator angebaute Gleichrichterbrücke. Die beiden Brücken sind in Serie geschaltet. Je nach Drehzahl und Erregung gibt der Generator zwischen 600 und 3000 V Gleichstrom ab. Der Gleichstrom wird von Siemens-Stromrichtern in Dreiphasenwechselstrom variabler Frequenz umgewandelt und den Drehstrom-Asynchron-Fahrmotoren zugeführt, die als Tatzlagerantrieb die Achsen antreiben.

## Modell
Der indische Modellbahnhersteller The Pink Engine hat Modelle dieser Baureihe für die Nenngröße H0 im Programm.